# میرزا بی‌لی
میرزا بی‌لی (به لاتین: Mirzəbəyli) یک منطقه مسکونی در جمهوری آذربایجان است که در شهرستان قبله واقع شده‌است. میرزا بی‌لی ۲۳۸۱ نفر جمعیت دارد.

## دین
در مسجد جامع این روستا یک هیئت مذهبی وجود دارد.